# Giovanni Battista Polledro

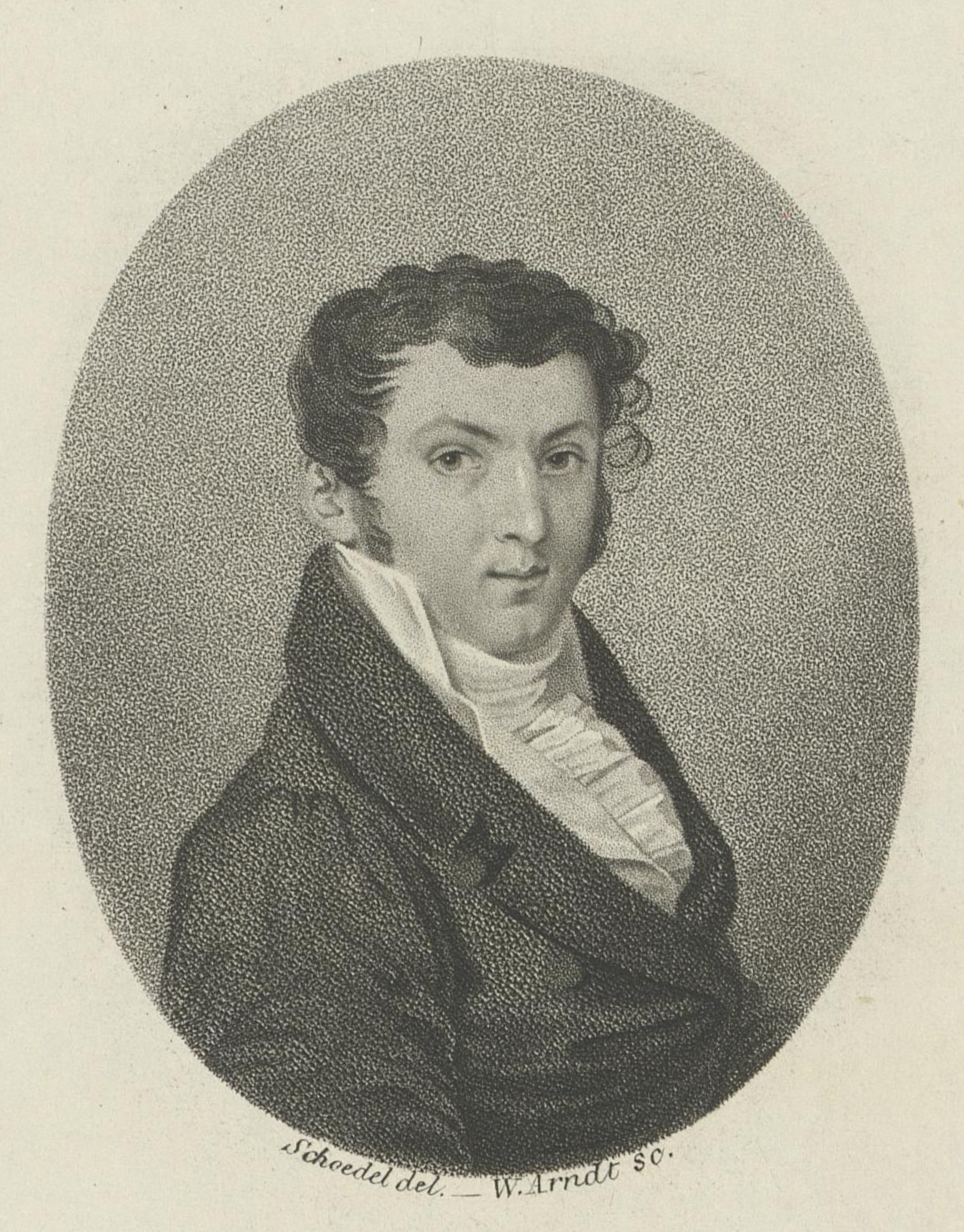
Giovanni Battista Polledro

Anschlagzettel zum Konzert, das Beethoven und Polledro am 6. August 1812 in Karlsbad gaben

Giovanni Battista Polledro (* 10. Juni 1781 in Piovà; † 15. August 1853 in Asti) war ein italienischer Geiger und Komponist. Er war der letzte große Vertreter der Violinschule im Piemont im 19. Jahrhundert.

## Leben
Polledros erste Lehrer waren der Geiger Mauro Calderara und der Konzertmeister Gaetano Vai zu Asti. Im Alter von 15 Jahren studierte er für kurze Zeit unter Gaetano Pugnani und kam bald darauf in königliche Dienste in Turin. Sein erster öffentlicher Auftritt erfolgte 1797. Im Jahre 1801 zog er nach Mailand und wurde 1804 erster Geiger im Theater in Bergamo. Kurze Zeit später begab er sich auf Reisen. Er lebte fünf Jahre in Russland, besuchte St. Petersburg und daneben Warschau.
Den Sommer 1811 verbrachte in Karlsbad und traf dort am 21. Juli 1812 erneut ein. Diesmal machte er die Bekanntschaft von Ludwig van Beethoven, mit dem er am 6. August 1812 ein Konzert gab. Das Konzert fand im Böhmischen Saal neben dem Gasthof Zum Auge Gottes auf der Wiese Nr. 311 statt.
In den Jahren 1814 bis 1823 war er als Konzertmeister in Dresden tätig und wurde 1823 erster Geiger der Königlichen Kapelle Carlo Felice in Turin und Direktor des Teatro Regio. 1844 wurde er pensioniert und zog sich ins Privatleben zurück.

## Werke
- Pastoral-Symphonie für großes Orchester
- Konzert für Fagott und Orchester
- Missa solemnis für Soli, Chor und Orchester (1835)

Seine Werke sind im Besitz der Bibliothek des Konservatoriums „Giuseppe Verdi“ in Turin.